# 土地公土地婆
《土地公土地婆》为2013年中国大陆的连续剧，以传说及神话为背景。2013年1月杀青，同年12月20日在厦门生活频道全球首播，每天两集连播。2014年1月1日为深圳卫视的开年剧(上映首播)。2015年1月15日於台灣中視播出，但中華電信MOD用戶因版權問題而無法收看。

## 劇情
故事讲述土地公张福德與他的妻子土地婆李秀文在每個單元所經历的故事。

## 播出時間及平台

### 首播
| 频道         | 所在地   | 播映日期       | 播出时间             |
| 厦门生活频道 | 中国大陆 | 2013年12月20日 | 18:15 每日2集        |
| 深圳卫视     | 中国大陆 | 2014年1月1日   | 19:30-21:00每晚3集   |
| GEM TV ASIA  | 越南     | 2014年7月9日   | 周一至周五8-9pm一集  |
| 佳乐台       | 新加坡   | 2014年8月14日  | 周一至周五7pm一集    |
| ntv7         | 马来西亚 | 2015年1月14日  | 周一至周四14:30      |
| 中視數位台   | 臺灣     | 2015年1月15日  | 每週一至週五20:00    |
| Channel 29   | 泰國     | 2017年1月15日  | 週一-週五13:50-14:45 |

## 演員

### 主要角色
| 演員   | 角色   | 關係/暱稱 |
| 譚耀文 | 張福德 | 土地公、老土(張單稱)、老公(秀文稱)、村長大人(各村村民稱)，城隍爺的女婿，山神及石神的死對頭，憨厚老實，與秀文化身各地村長與村長夫人幫助百姓，十足吃貨，星座傾向:金牛座，守護對象:趙同、張若水、劉和、趙梅、朱慰慈、凌雲義、朱光典、程冰、程立、白素素、崔妤、林秋華、林博彥、馮習、黃萬春、沈碧玉、陳金火、姜朝欽、姜秋蓮、黃貴生 |
| 穆婷婷 | 李秀文 | 土地婆、秀文姑娘(山神稱)、老婆(福德稱)、村長夫人(各地村民稱)，城隍爺之女，山神所鍾情的對象，古靈精怪、聰明伶俐，與福德化身各地村長與村長夫人幫助百姓，星座傾向:雙子座，守護對象:與土地公相同 |
| 周明增 | 山神   | 土地公的情敵，老大(石神稱)、臭神(張單稱)力大無窮、老謀深算，喜歡秀文，從一開始就處處與福德作對，發誓要得到秀文，而導致最後誤傷與福德靈魂互換的秀文，因而被剝奪神格。利用對象:劉嘉、江采蘋、白素素、黃萬春、湯茂元、姜春荷、陳萬利                                                                                                |
| 陳威翰 | 石神   | 土地公的死对头，小石頭(山神稱)山神的跟班，亦正亦邪，總是喜歡和山神一起搗亂，外表天真可愛，內心調皮搗蛋，最後被罰沒收三年俸祿。 |
| 田重   | 張單   | 灶王爺、單單(福德稱) 土地公的好友，說話總有口頭禪，性格也和福德一樣憨厚老實。口頭禪:咱們這都幾百年交情啦....、什麼情況？、我好像聽到人民呼喚我的聲音了，先走一步！ |
| 王衛國 | 城隍爺 | 土地婆之父親，威嚴忠義，法力高深，有時候喜歡小小教訓女婿張福德。 |
| 戴春榮 | 城隍娘 | 土地婆之母親 ，寬厚仁慈，喜歡與秀文講悄悄話，在心底完全支持女兒及女婿。 |

### 單元：桃花緣
第3-10集（卫视版）
| 演員   | 角色   | 關係/暱稱                            |
| 劉庭羽 | 張若水 | 趙同的青梅竹馬，最後和趙同在一起     |
| 黃少祺 | 趙同   | 張若水的青梅竹馬，最後和張若水在一起 |
| 高雄   | 趙父   |                                      |
| 王崗   | 張父   |                                      |

### 單元：發財錢莊
第10-16集（卫视版）
| 演員   | 角色       | 關係/暱稱                                                           |
| 崔鵬   | 劉和       | 劉嘉的弟弟，喜歡趙娥，最後與趙娥成親，為趙月的小叔                  |
| 解惠清 | 趙娥(趙梅) | 喜歡劉和,趙月之妹，最後與劉和成親，為劉嘉的弟媳                     |
| 蒲巴甲 | 劉嘉       | 劉和之哥哥,不学无术，曾遭山神利用，陰錯陽差與趙月成親，為趙娥的大伯 |
| 廖碧兒 | 趙月       | 趙娥之姐，陰錯陽差與劉嘉成親，為劉和之嫂嫂                          |

### 單元：美人照鏡
第16-22集（卫视版）
| 演員   | 角色   | 關係/暱稱                                                                                  |
| 劉心悠 | 朱慰慈 | 江采蘋的異母妹妹，為朱家大房所生，凌雲義之未婚妻                                           |
| 徐申東 | 江采蘋 | 朱慰慈的異母姐姐和情敵，為朱家二房所生，受瘟神利用而禍害村民，又遭山神利用，最後被瘟神打死 |
| 陸昱霖 | 淩雲義 | 朱慰慈的未婚夫，醫術精湛，為朱光典的欽定傳人                                               |
| 倪齊民 | 朱光典 | 医師，朱慰慈、江采蘋之父，雲義的岳父，經土地公指點後擅長治瘟疫                             |

### 單元：計謀算盡 (原名：偷龙转凤)
第22-29集（卫视版）
| 演員   | 角色   | 關係/暱稱                                                                                  |
| 米雪   | 白素素 | 程家二少奶奶，與崔妤對換小孩，撫養程立長大，實為程冰之母，為救程冰而折陽壽十年換回醒神丹。 |
| 李思蓓 | 崔妤   | 程家大少奶奶，被迫與白素素對換小孩，撫養程冰長大，實為程立之母                             |
| 鄧天晴 | 程冰   | 白素素的女兒，自小男裝打扮，被崔妤撫養長大，曾被林秋華暗戀，最後與林博彥成親               |
| 陳楠   | 程立   | 崔妤的兒子，自小女裝打扮，被白素素撫養長大，喜歡林秋華，最後與其成親。                     |
| 方妍心 | 林秋華 | 林博彥的妹妹，曾暗戀女扮男裝的程冰，最後與程立成親                                         |
| 鐘久夫 | 林博彥 | 林秋華的哥哥，武功卓絕，喜歡上恢復女兒身的程冰，為當朝皇上欽定武狀元，最後與程冰成親。     |

### 單元：真愛無價
第29-35集（卫视版）
| 演員   | 角色   | 關係/暱稱 |
| 蔣毅   | 黃萬春 | 馮習的丈夫，本性好高騖遠，一年換好幾種工作，成天只想發財，得土地公土地婆賜金光眼，有了錢卻貪得無厭甚至冷落妻子，曾遭山神利用，最後醒悟原來真愛無價，與馮習破鏡重圓。 |
| 劉娜萍 | 馮習   | 黃萬春的妻子，寬容善良，勤儉持家，總是記掛丈夫，無論丈夫犯了什麼錯總是苦心勸他，最後與黃萬春破鏡重圓。                                                               |
| 商憶沙 | 金燕   | 賭坊老闆娘，外冷內熱，被李俊所鍾情，在馮習落難時給予幫助，討厭不珍惜女人的男人，最後和李俊在一起。                                                                   |

### 單元：歡喜寃家
第35-40集（卫视版）
| 演員   | 角色   | 關係/暱稱                                                                                                |
| 錢泳辰 | 湯茂元 | 本性憨厚老實，卻因救妻而與山神交換神力造成心性大變，最後醒悟與金火相認                                   |
| 龔思樂 | 陳金火 | 湯茂元和沈碧玉的兒子，被秋菊養大，天性善良，為報養父之仇而到湯家做長工，後來與茂元和碧玉相認，和涵翠成親 |
| 千景   | 涵翠   | 金火的青梅竹馬，性格仁慈善良，與金火成親                                                                 |
| 錢璿   | 沈碧玉 | 湯茂元的妻子，在未與金火相認前受盡茂元的虐待，最後與金火相認                                             |
| 丁洋   | 秋菊   | 金火的養母，將金火養大為的就是要金火報殺夫之仇，最後為救金火不惜衝破山神結界，雖然救出金火自己卻喪命了。 |

### 單元：父母佛祖
第40-46集（卫视版）
| 演員   | 角色   | 關係/暱稱 |
| 陳紫函 | 姜秋蓮 | 黃貴生之妻子，春荷的妹妹，心地善良。 |
| 韓棟   | 黃貴生 | 姜秋蓮之丈夫，本為姜府下人，娶姜秋蓮為妻，一開始不被岳父看好，但努力上進，發誓高中狀元，又因正直的個性使得岳父對他改觀。                                                                                 |
| 錢晨潔 | 杏兒   | 歌妓，萬利貪汙一案的證人之一，本為林大山府內歌女，後在春荷和萬利的身邊做事。 |
| 蘆菲   | 姜春荷 | 姜秋蓮之姐姐，陳萬利之妻子，嬌生慣養，曾遭山神利用，一開始和萬利一起陷害妹妹及妹夫，最後良心發現，主動投案並證明丈夫的罪行。                                                                             |
| 張鑫   | 陳萬利 | 姜春荷之丈夫，秋蓮和貴生的姊夫，心胸狹窄，曾遭山神利用，總想著得到姜家的財產發大財，陷害自己的岳父，最後岳父和岳母的寬恕讓他徹底的悔悟，被判十年的牢獄之災。                                             |
| 任學海 | 姜朝欽 | 地方知縣，春荷和秋蓮的父親，貴生和萬利的岳父。一開始看好萬利，冷落貴生，患有腳疾，經過飛仙履的治療後而康復，也是因為飛仙履讓他徹底看清萬利的真面目，最後用他無比的寬容饒恕了萬利的罪過，使萬利終於醒悟。 |
| 周月芳 | 林月雲 | 春荷和秋蓮的母親，貴生和萬利的岳母，對兩個女兒百般疼愛，對女婿視如己出，心繫丈夫朝欽。 |

## 收視率

### 中視首播收視率
| 播映日期                | 週數 | 集數  | 平均收視率 | 備註 |
| ----------------------- | ---- | ----- | ---------- | --- |
| 2015年1月15日－01月16日 | 1    | 1-2   | 0.95       | |
| 2015年1月19日－01月23日 | 2    | 3-7   | 0.86       | |
| 2015年1月26日－01月30日 | 3    | 8-12  | 0.82       | |
| 2015年2月2日－02月6日   | 4    | 13-17 | 0.72       | |
| 2015年2月9日－02月13日  | 5    | 18-22 |            | |
| 2015年2月16日－02月17日 | 6    | 23-24 | 0.66       | 因2月18日播除夕特別節目 《遠雄二代宅 吉羊唱旺好運來》， 故暫停播出一次 因2月19日播大年初一特別節目 《遠雄二代宅 萬秀豬王旺新年》， 故暫停播出一次 因2月20日播大年初二特別節目 《遠雄二代宅 萬秀豬王回娘家》， 故暫停播出一次 |
| 2015年2月23日－02月27日 | 7    | 25-29 | 0.71       | |
| 2015年3月2日－03月6日   | 8    | 30-34 | -          | |
| 2015年3月9日－03月13日  | 9    | 35-39 | -          | |
| 2015年3月16日－03月20日 | 10   | 40-44 | 0.70       | |
| 2015年3月23日－03月27日 | 11   | 45-49 | 0.80       | |
| 平均收視率              |      |       |            | |

- 同時段節目：
  - 三立：
    - 三立台灣台《世間情》
    - 三立都會台《我的寶貝四千金》

  - 民視《嫁妝》
  - 台視《雨後驕陽》
  - 華視《愛你沒條件》
  - 大愛《明日天晴／大大與太太》
- 由AGB尼爾森調查，調查範圍是四歲以上收看電視之觀眾。
- 資料來源：中時娛樂

## 電視原聲
| 曲序 | 曲目                         |              | 作曲   | 演唱者         |
| ---- | ---------------------------- | ------------ | ------ | -------------- |
| 1.   | 《有求必应》（主題曲）       | 钱丽婧、清莞 | 麦振鸿 | 谭耀文、穆婷婷 |
| 2.   | 《我要我们在一起》（片尾曲） | 小婧         | 麦振鸿 | 刘庭羽         |
| 3.   | 《不枉爱一场》（插曲）       | 麦振鸿       | 麦振鸿 | 徐申东         |
| 4.   | 《星意》（插曲）             | 钱丽婧       | 麦振鸿 | 小婧           |

## 作品的變遷
| 臺灣 中視 每週一至五 20:00 -21:00     | 臺灣 中視 每週一至五 20:00 -21:00       | 臺灣 中視 每週一至五 20:00 -21:00 |
| ------------------------------------- | --------------------------------------- | --------------------------------- |
|                                       | 土地公土地婆 （2015.1.15 - 2015.3.27 ） |                                   |
| 隋唐英雄傳 （2014.11.24 - 2015.1.14） | 武媚娘傳奇 （2015.3.30 - 2015.7.23）    |                                   |

| 佳乐台 週一至週五 19:00 - 20：00      | 佳乐台 週一至週五 19:00 - 20：00             | 佳乐台 週一至週五 19:00 - 20：00 |
| ------------------------------------- | -------------------------------------------- | -------------------------------- |
|                                       | 土地公土地婆 （2014年8月14日-2014年10月29日) |                                  |
| 金玉滿堂 (2014年6月9日-2014年8月13日) | 完美新娘 (2014年10月30日-12月16日)           |                                  |